# بيتر دوي
بيتر دوي (باليابانية: 土井辰雄 ) (و. 1892 – 1970 م) هو كاهن كاثوليكي ياباني، ولد في سنداي، توفي في طوكيو، عن عمر يناهز 78 عاماً.

## مناصب
تولى منصب الكاردينال (28 مارس 1960–21 فبراير 1979)
- رئيس الاساقفة، أبرشية طوكيو للرومان الكاثوليك [الإنجليزية]‏ (2 ديسمبر 1937–21 فبراير 1979)
- أسقف كاثوليكي.

## التعليم
تعلم في الجامعة البابوية الأوربانية ‏.

## روابط خارجية
- بيتر دوي على موقع مونزينجر (الألمانية)